# Pempheris vanicolensis
Pempheris vanicolensis is een straalvinnige vissensoort uit de familie van bijlvissen (Pempheridae). De wetenschappelijke naam van de soort werd voor het eerst geldig gepubliceerd in 1831 door Cuvier.